# Institution oratoire
Le De institutione oratoria, (souvent traduit par De l'institution oratoire ou, simplement, par l’Institution oratoire au sens humaniste du terme, c'est-à-dire l'« éducation de l'orateur ») est un manuel en douze volumes sur la théorie et la pratique de la rhétorique. L'ouvrage est dû au rhéteur romain Quintilien. Rédigé vers l'an 92 de notre ère, il traite également de l'éducation fondamentale et du développement de l'orateur lui-même.

## Introduction
C'est au cours des dernières années du règne de l'empereur Domitien que Quintilien a écrit son livre, à une époque où le moindre soupçon de manque de respect envers l'empereur est un crime capital. La corruption sociale et politique sévit. Dans un geste d'ironie suprême, le débauché Domitien s'est lui-même nommé censor perpetuus, se faisant responsable de la moralité publique.
Dans un tel contexte, il est bien difficile aux orateurs de marcher sur les traces de Cicéron, dont une partie de la gloire oratoire vient de ses dénonciations publiques des ennemis de l'État. Depuis Auguste et le règne des empereurs, des positions de ce genre sont tout simplement trop dangereuses. Par conséquent, le rôle de l'orateur a changé, il doit désormais se contenter de plaider en justice. Quintilien tente cependant de réintroduire un peu de l'idéalisme des temps anciens. « L'art oratoire politique était mort, et tout le monde savait à Rome qu'il était mort, mais Quintilien choisit délibérément l'art oratoire des générations passées comme son idéal d'éducation »

## Postérité
Au Moyen Âge, la rhétorique est une des branches du Trivium, un enseignement qui s'appuie essentiellement sur trois traités antiques, le De inventione de Cicéron, la Rhétorique à Herennius, qui lui est attribué, et l'Institution oratoire de Quintilien. Par la suite encore, l'ouvrage a eu un succès presque constant au cours des siècles, puisqu'y font référence Martin Luther, Michel de Montaigne, François Rabelais, Jean de La Fontaine, Denis Diderot, Johann Wolfgang von Goethe, le philosophe et historien d'art Johann Georg Sulzer et bien d'autres.